# Menlo Castle
Menlo Castle eller Menlough Castle (irsk: Caisleán Mhionlaigh), også kaldet Blake's Castle, er en ruin af en borg der kan føres tilbage til, som ligger på bredden af floden Corrib nær Menlo village i County Galway, Irland.
Den er opført på samme sted og inkorporerer dele af et beboelsestårn fra 1500-tallet.